# Marta Granados
Marta Granados es una diseñadora gráfica colombiana, nacida en Duitama, Boyacá. 

## Biografía
Marta Granados estudió en el Colegio Santa Clara de Tunja, donde recibió las primeras influencias de los paisajes y los colores de la naturaleza. En 1963 se graduó de la Facultad de Arte y Decoración Arquitectónica en la Pontificia Universidad Javeriana, e ingresó a la Facultad de Diseño Gráfico de la Universidad de los Andes, donde, bajo la dirección del diseñador gráfico David Consuegra, realizó su tesis de grado "El cartel turístico". También recibió clases de pintura del maestro Juan Antonio Roda, 'de quien, al igual que de Consuegra, Granados recibió gran ascendencia. Sus inquietudes creativas y artísticas la llevaron a realizar un postgrado en diseño en L'École Nationale Supérieure des Arts Décoratifs de París, estudios que realizó entre 1966 y 1968. 
Regresó a Colombia e ingresó como catedrática en las facultades de Diseño Gráfico de la Universidad Nacional y de la Fundación Universidad Jorge Tadeo Lozano, y a la Pontificia Universidad Javeriana en la Facultad de Comunicación Social. En 1970 participó en el Primer Salón Panamericano de Artes Gráficas en el Museo La Tertulia de Cali, y en la Bienal Americana de Artes Gráficas en Cali, 1971. Su primera exposición individual, Diseños, fue montada en 1972 en el Centro Colombo Americano. Dos años más tarde, se vinculó con el Instituto Colombiano de Cultura, donde realizó los diseños de las colecciones de Autores Nacionales, Historia Viva, Biblioteca Básica Colombiana, la Colección Popular y otros. De ella son los diseños de las carátulas de los discos de las colecciones Música Cultura Colombiana y Compositores Colombianos. 
Dentro de sus trabajos vale la pena destacar los afiches que realizó para el cortometraje de Luis Alfredo Sánchez Palabras de poeta y Clásico del cine mudo (1973). Marta Granados representó a Colombia en la Bienal de Artes Gráficas en Checoeslovaquia y ganó una beca del Consejo Británico que le permitió viajar a Londres a tomar cursos de animación cinematográfica en el Saint Martin's College of Art. Con base en este aprendizaje filmó The man and the line y Magic box y se vinculó a la Sociedad Mundial de Animación. En asocio con Roberto Triana, crearon la compañía Tapir Film Animación. Expuso nuevamente en el Centro Colombo Americano de Bogotá, en 1983, su obra Arte y gráfica. Gran experiencia aquella de jugar con el mundo gráfico donde el punto vibra, la línea corre, la forma actúa y el color es siempre magia abierta a la imaginación, dice Granados de su trabajo. Después de 20 años de trayectoria, expuso en el Museo de Arte Moderno de Bogotá.
El trabajo de Marta Granados es el resultado de un principio fundamental para ella: la necesidad de que la gráfica tuviera un fin específico, un hecho útil con función social. Así surgen sus diseños geométricos y orgánicos, sus formas y plegados, la luz y los colores, especialmente los verdes y morados. Marta Granados ha realizado ilustraciones de libros de poemas, novelas y cuentos, y catálogos de exposiciones como las de Rodolfo Abularach, Feliza Bursztyn, Manuel Hernández y Alejandro Obregón en el Museo de Arte Moderno de Bogotá. Diseñó los libros Del amor y el fuego, con ilustraciones de David Manzur; Camaleón y el catálogo de su última exposición.
En 2024 recibió el Premio Lápiz de Acero Vida & Obra, siendo la novena persona a quien se ha otorgado este reconocimiento.

## Libros
- Marta Granados,
- Carteles y signos gráficos urbanos,
- Parques Nacionales 1985,
- Chiquinquirá, Arte y Milagro 1986,
- Andrés de Santa María, Pintor Colombiano de Resonancia Universal 1988,
- Roberto Páramo, Paisaje-Bodegón-Ciudad 1989,
- El reino de los dioses 1989,
- La Escuela de la Sabana 1990,
- Del amor y del fuego 1991,
- Coro alto de santa Clara 1991...

## Obras
- Clásicos del cine mudo 1973,
- Marta Granados; Un mundo gráfico 1991,
- Títeres 1976,
- Teatro 1981,
- Colombia es (Libertad, Energía, Verde, Precolombina, Fauna), 1983,
- Tiempo de morir 1985,
- La compañía colombiana de Ballet 1985,
- I Bienal de arte de Bogotá 1988,
- Roberto Páramo 1989,
- Griffith, el nacimiento de un arte 1990.